# Benito Juárez, Ocozocoautla de Espinosa
Benito Juárez är en ort i Mexiko.   Den ligger i kommunen Ocozocoautla de Espinosa och delstaten Chiapas, i den sydöstra delen av landet, 600 km öster om huvudstaden Mexico City. Benito Juárez ligger 213 meter över havet och antalet invånare är 220. Den ligger vid sjön Presa Nezahualcoyotl.
Terrängen runt Benito Juárez är kuperad åt sydost, men åt nordväst är den platt. Runt Benito Juárez är det ganska glesbefolkat, med 40 invånare per kvadratkilometer. Närmaste större samhälle är Raudales Malpaso, 8,8 km nordost om Benito Juárez. I omgivningarna runt Benito Juárez växer huvudsakligen savannskog.